# 2013 RF98
2013 RF98 — транснептуновый объект. Открыт 12 сентября 2013 года в обсерватории Серро-Тололо-DECam.
Параметры орбиты данного объекта свидетельствуют в пользу гипотезы о существовании девятой планеты, поскольку объект вместе с рядом других ТНО обладает похожими значением аргумента перицентра.

## Открытие, орбита и физические свойства
2013 RF98 был открыт в рамках обзора Dark Energy Survey 12 сентября 2013 года при наблюдениях на телескопе Бланко Обсерватории Серро-Тололо. Орбита объекта характеризуется высоким значением эксцентриситета (0.897), умеренным наклоном (29.57º) и большой полуосью около 349 а.е. Объект был отнесён к транснептуновым объектам. Орбита 2013 RF98 определена достаточно хорошо. По состоянию на 11 января 2017 года параметры орбиты вычислялись на основе 51 наблюдения, а дуга наблюдения составила 1092 дня. 2013 RF98 обладает абсолютной звёздной величиной 8.7, что соответствует оценке диаметра от 50 до 120 км при предполагаемом альбедо в пределах 0.25–0.05.

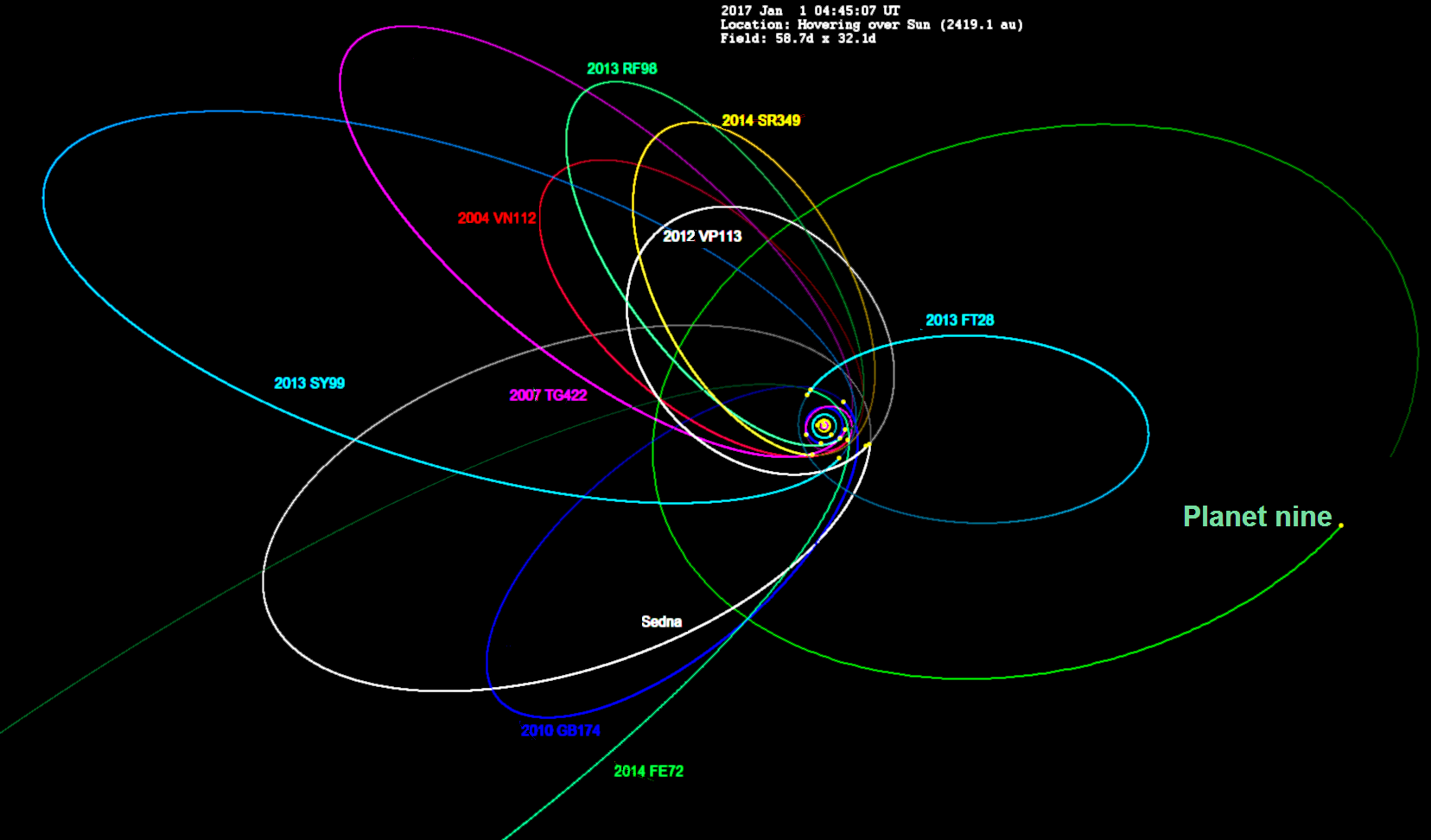
Орбита 2013 RF98 показана зелёным цветом, также представлена предполагаемая орбита девятой планеты

Объект прошёл перигелий в октябре 2009 года и последний раз наблюдался в сентябре 2016 года. По состоянию на октябрь 2016 года объект находится на расстоянии 36,6 а.е. от Солнца. Из семи объектов, упорядоченность орбит которых свидетельствует о наличии девятой планеты, данный объект является наиболее близким к Солнцу. В 2021 году он будет находиться в 18,7 а.е. от Урана. До 2022 года 2013 RF98 будет наблюдаться в созвездии Кита.
Орбита 2013 RF98 похожа на орбиту (474640) 2004 VN112, что позволяет предположить, что данные объекты были переведены на текущие орбиты при взаимодействии с одним и тем же телом, или же они изначально представляли собой единый или двойной объект.
Видимый спектр 2013 RF98 существенно отличается от спектра Седны. Значение наклона спектра позволяет предположить, что поверхность объекта может содержать лёд из чистого метана (как в случае Плутона), а также аморфные силикаты. Наклон спектра 2013 RF98 напоминает наклон спектра 2004 VN112.